# سیارک ۳۶۵۹
سیارک ۳۶۵۹ (به انگلیسی: 3659 Bellingshausen، نامگذاری:1969TE2) سه هزار و ششصد و پنجاه و نهمین سیارک کشف شده‌است که در ۸ اکتبر ۱۹۶۹ کشف شد.
قدر مطلق سیارک برابر ۱۳٫۶۰ است.